# Carnivores 2
Carnivores 2 (укр. Хижаки 2) — відеогра 1999 року в жанрі шутер від першої особи, розроблена Action Forms і опублікована WizardWorks у Північній Америці 21 жовтня 1999 року. Це продовження відеогри Carnivores 1998 року та друга гра в серії Carnivores.
Вихідний код став доступний на Assembla у 2013 році.

## Ігровий процес
Корпорація DinoHunt продовжує дозволяти людям полювати на динозаврів на планеті FMM UV-32. Після подальшого дослідження планети динозаврів все більше островів відкриваються для все більшої кількості клієнтів.
Ігровий процес схожий на оригінальний Carnivores, з деякими змінами. На початку гри гравець повинен зареєструвати мисливця або продовжити гру зі збереженим мисливцем. Суть гри схожа на попередню гру Carnivores: гравець повинен полювати на динозаврів, щоб отримати трофеї та накопичити кредити. Новий мисливець отримує 100 кредитів. За кредити гравець обирає місце полювання, динозавра, на якого полюватиме, та зброю, яку використовуватиме. Рівні включають ліс, джунглі й болото; зброя включає пістолет, дробовик, арбалет і снайперську гвинтівку. Кожен динозавр, місцевість і зброя мають свою вартість; залишок кредитів гравця визначає, що він може взяти з собою на полювання, а що ні. Динозаври, на яких можна полювати, від найнижчої до найвищої ціни: паразавролоф, анкілозавр, стегозавр, алозавр, хасмозавр, велоцираптор, спінозавр, цератозавр і тиранозавр рекс. Коли гравець обирає якийсь пункт меню, інші пункти можуть стати недоступними, залежно від кількості кредитів, що залишилися. Доступні пункти меню підсвічуються синім кольором, вибрані пункти - жовтим, а недоступні - сірим.
Гравець може полювати на кількох динозаврів, обираючи при цьому кілька видів зброї одночасно, в міру того, як він розвиває свої мисливські навички. Коли гравець полює на обраних динозаврів, кожне успішне вбивство призводить до додавання певної кількості кредитів на рахунок гравця. За одну мисливську експедицію гравець може вбити більше одного динозавра, що дозволить йому заробити достатньо кредитів для переходу в більш просунуті райони з ціннішою зброєю і більш небезпечними динозаврами. Однак, якщо гравця вбиває динозавр, всі кредити, накопичені за конкретне полювання, втрачаються. Гравець повинен бути евакуйований DinoHunt і пережити полювання, щоб зберегти зароблені кредити. Існують різні способи збільшити або зменшити кількість кредитів за динозавра.
Коли гравець вбиває або заспокоює динозавра, він отримує кредити, які залежать від типу динозавра і від обраного ним спорядження. Наприклад, вбивство динозавра, який не був обраний у меню, дасть лише половину від загальної кількості кредитів, доступних для цього динозавра. Заспокоєння, а не вбивство динозавра збільшить кількість кредитів за полювання на 25 відсотків. Мисливські аксесуари, такі як камуфляж і радар для виявлення динозаврів, можна використовувати під час полювання, але вони віднімають очки. Мисливці-початківці можуть скористатися режимом спостереження, щоб ознайомитися з поведінкою динозаврів та різною місцевістю.
Кожен динозавр реагує на мисливця по-різному, залежно від його характеру. Деякі з них краще вловлюють запах гравця, тоді як інші можуть бачити його на відстані або чути його кроки. Після того, як динозавр помітить гравця, він може відреагувати на нього по-різному. Травоїдні можуть втекти або напасти на гравця, якщо відчують, що їх загнали в кут. Хижі можуть атакувати гравця в лоб або зібратися в організовану зграю, щоб обійти його з флангу і знищити. Незалежно від того, на якого динозавра полює гравець, є й інші, які не з'являються на радарі і можуть здійснити несподіваний напад. Нешкідливі тварини з навколишнього середовища з'являються на кожному полюванні, але їх не можна вибрати в головному меню полювання. Це мошопи, галлімуси, едафозаври, диморфодони, птеранодони та брахіозаври. Вони коштують нуль балів і можуть бути вбиті одним пострілом, за винятком брахіозавра, якого неможливо вбити.

## Динозаври
- Паразауролоф
- Анкілозавр
- Стегозавр
- Алозавр
- Хасмозавр
- Велоцираптор
- Спінозавр
- Цератозавр
- Тиранозавр
- Мосхопс
- Галлімім
- Диметродон
- Птеранодон
- Діморфодон
- Брахіозавр

## Відгуки
Гра отримала середні оцінки на сайті GameRankings, що агрегує огляди. Грег Касавін з GameSpot похвалив "ретельно деталізованих і майже тривожно реалістичних" динозаврів, а також переконливі гіпотетичні шуми істот.
Марк Зальцман, який пише для IGN та The Electric Playground, похвалив анімацію динозаврів та реалістичне оточення, але розкритикував штучний інтелект як одне з головних слабких місць гри, зазначивши: "Я дуже рідко бачив динозаврів у грі: "Дуже рідко я відчував, що на мене полюють самі звірі - одна з головних причин, чому ви граєте в цю гру, а не в іншу. Навіть коли я постійно бігав і не використовував жодного маскування, напади хижаків були вкрай рідкісними. Мені б хотілося мати можливість полювати на розумніших і витриваліших звірів". Ендрю С. Баб з CNET Gamecenter похвалив покращену графіку та додаткові функції в сиквелі, але розкритикував штучний інтелект і заявив, що гра могла б бути кращою. Баб також написав, що полювання на великих динозаврів, таких як тиранозавр рекс, займає надто багато часу, заявивши, що це "виглядає як штучна спроба продовжити життя гри і призводить лише до розчарування".